# Abades
Abades là một đô thị ở tỉnh Segovia, Castile và León, Tây Ban Nha. Theo điều tra dân số năm 2004 của Viện thống kê quốc gia Tây Ban Nha, đô thị này có dân số 888 người.

## Hình ảnh

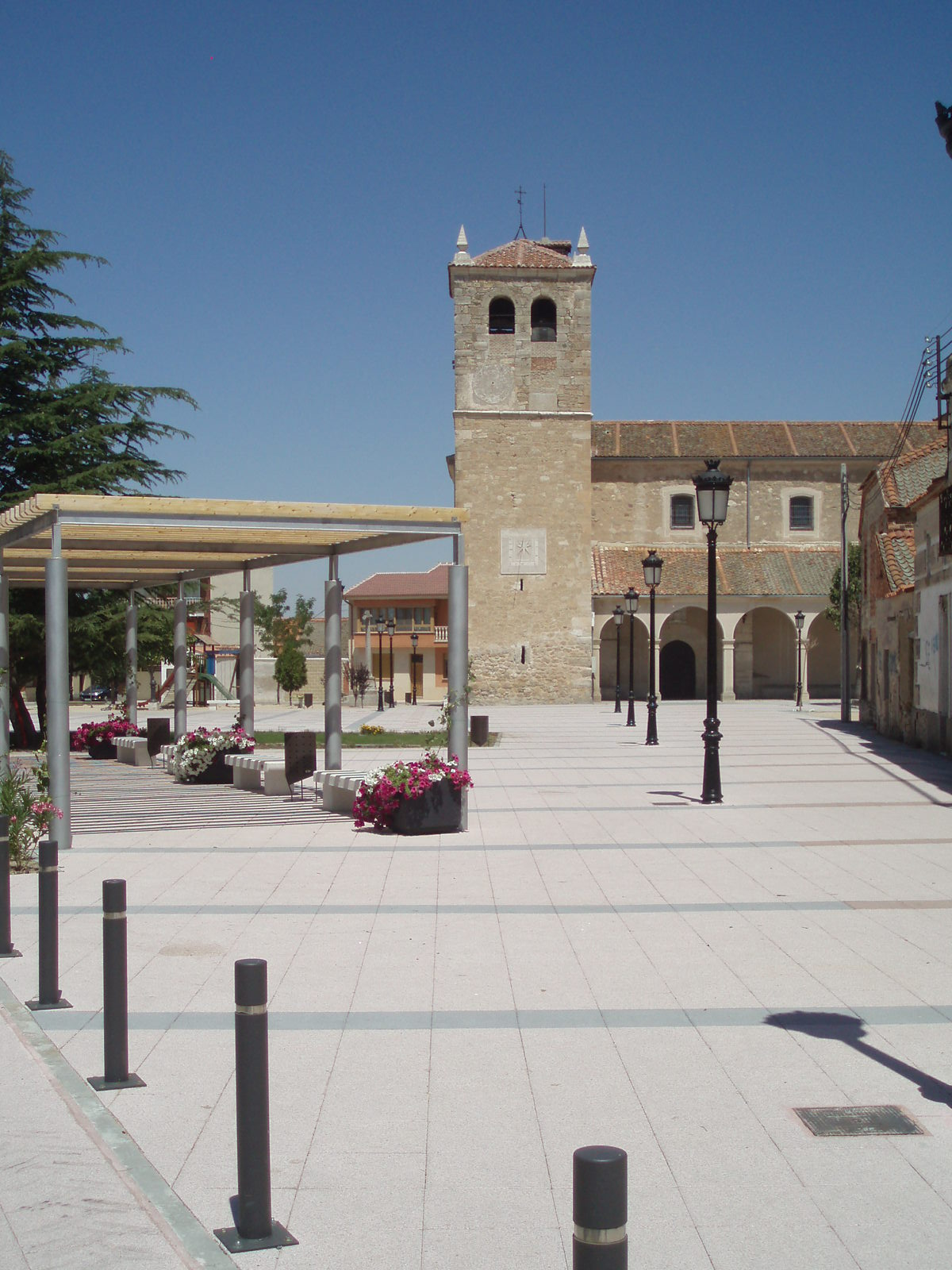
Nhà thờ Abades.
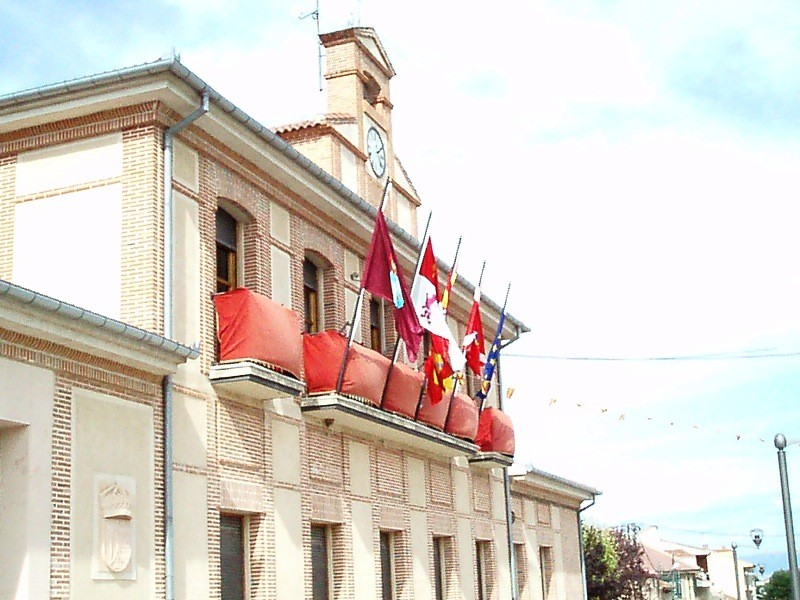
Hội trường Abades.
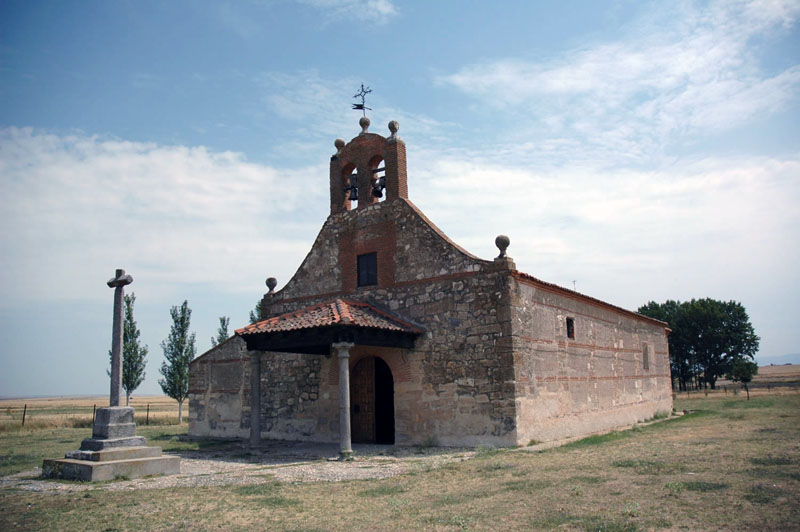
Hermitage de los Remedios.
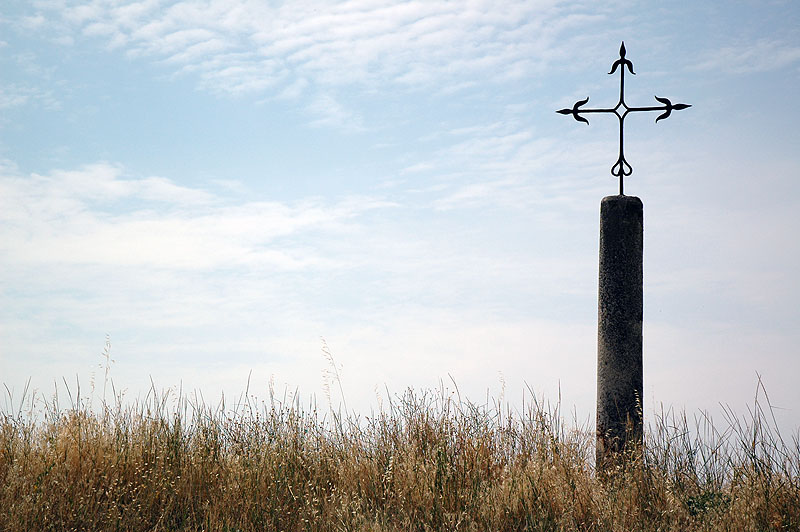
Cruz de la virgen.
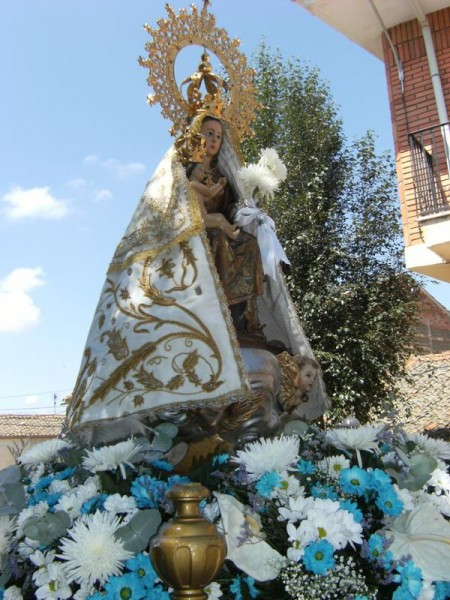
Virgen de los Remedios.